# كاترين كوكسن
كاترين كوكسن (بالإنجليزية: Catherine Cookson) (1906 - 1998)، هي كاتبة روائية بريطانية وتُعد من الرعيل الأول للأدباء الإنجليز في القرن العشرين، ووُصفت كتاباتها بأنها أروع ما كتب باللغة الإنجليزية، وكانت غزيرة الإنتاج حيث صدر لها
مايزيد على سبعين مؤلفاً ترجمت إلى 18 لغة عالمية، وسجلت مبيعاتها في تسعينات القرن العشرين نحو مئة مليون نسخة.
وُلدت في مدينة تين كود الصناعية في درام التي كانت مسرحا لمعظم رواياتها. عاشت طفولة معذبة لكونها طفلة غير شرعية لأم معدمة مدمنة على الكحول، وعانت مرضا ورائيا في الدم. تلقت الحدالأدنى من التعليم، ولكنها منذ نعومة اظافرها كانت عازمة أن تصبح كاتبة، فأخذت تقرأ بنهم شديد وبسبب العوز المادي اضطرت للعمل خادمة وهي في 13 من عمرها.
قدمت روايات كانت مادة غنية لمخرجي السينما والتلفزيون إذ أخرج كثير منها بنجاح كبير. منحت لقب "ليدي"، ودرجة جامعية فخرية من جامعة نيو كاسل، ونالت جائزة المجمع الملكي البريطاني للآداب، كأفضل روائية محلية عن مجموعة روايات: «عائلة مالن».
توفيت يوم 11 يونيو 1998 في ميدنة نيو كاسل.

## روابط خارجية
- كاترين كوكسن على موقع IMDb (الإنجليزية)
- كاترين كوكسن على موقع قاعدة بيانات الفيلم (الإنجليزية)